# Talisia douradensis
Talisia douradensis är en kinesträdsväxtart som beskrevs av Acev.-rodr.. Talisia douradensis ingår i släktet Talisia och familjen kinesträdsväxter. Inga underarter finns listade i Catalogue of Life.